# Flavius Philostratus
Flavius Philostratus (Oudgrieks: Φλαύϊος Φιλόστρατος) was de zoon van Philostratus en net als zijn vader sofist.

## Leven
Philostratus (ca. 170 - ca. 247) was eerst te Athene, vervolgens te Rome onder Septimius Severus werkzaam, tot in het midden van de 3e eeuw n.Chr. De vrouw van Severus, Julia Domna, nam hem in haar geleerdenkring op. Met keizer Caracalla ging hij naar Gallië. Hij bezocht ook Antiochië in Syrië en andere landen.

## Werken
Van zijn geschriften is het grootste gedeelde nog bewaard:
1. Τὰ ἐς τὸν Τυανέα Ἀπολλώνιον (Vita Apollonii; Leven en werken van Apollonius van Tyana), een roman, die draait om de persoonlijkheid van de wonderdoener Apollonius van Tyana en waarvan de lof van de pythagoreïsche filosofie hoofddoel is, zonder evenwel opzettelijke bestrijding van het christendom te bevatten; het werk heeft weinig geschiedkundige waarde;
2. Βίοι σοφιστῶν (Vita sophistarum; Levens van sofisten), levensbeschrijvingen van hen die zich voornamelijk op de redekunst toelegden; zij zijn voor de kennis van de Griekse beschaving ten tijde van de Romeinse keizers zeer gewichtig en zijn met kennis van zaken geschreven;
3. Ἡρωικός (Heroicus; Over helden), waarschijnlijk ten tijde van Caracalla (211-217) geschreven, een karakterschets en verhaal van de daden van de helden voor Troje, waarvan de eigenlijke strekking was om de gezonken volksreligie weer op te wekken en te versterken;
4. Ἐπιστολαί (Epistulae; Brieven), 73 meestal erotische aardigheden;
5. Εἰκόνες (Maioris imagines; Beelden), een verzameling in twee boeken van zeventien schilderijbeschrijvingen (historiestukken, landschappen, jacht-, vrucht- en bloemstukken, karakterschetsen, enzovoorts). Het is twijfelachtig of het, zoals hij schreef, een collectie schilderijen te Napels betreft, of dat het onderwerpen zijn van eigen uitvinding met een louter retorisch doel.
6. Γυμναστικός (Gymnasticus), een rond 219 geschreven verhandeling met als doel de oud-Griekse atletiek te doen herleven;
7. Νέρων (Nero), een dialoog over de willekeur van keizer Nero;

Van zijn epigrammen is er maar één bewaard, namelijk op het beeld van de gewonde Telephus.

## Nederlandse vertalingen
- Philostratus, Het leven van Apollonius van Tyana, vertaald en toegelicht door Simone Mooij-Valk, 2013. ISBN 9789025301347
- Philostratus, Schilderijen & Sofisten. Kunst, ekphrasis en retorica in de klassieke oudheid, vert. Peter Burgersdijk, 2015. ISBN 9789087045043 ('Schilderijen' en 'Levens van sofisten')

## Verder lezen
- J.-J. Flinterman, De sofist, de keizerin & de concubine: Philostratus' brief aan Julia Domna, in Lampas 30 (1997), p. 74-86.